# Maure
 Maure  es una población y comuna francesa, en la región de Aquitania, departamento de Pirineos Atlánticos, en el distrito de Pau y cantón de Montaner. 

## Demografía
| 99 | 86 | 92 | 99 | 103 | 116 |
| Para los censos de 1962 a 1999 la población legal corresponde a la población sin duplicidades (Fuente: INSEE [Consultar]) |    |    |    |     |     |

## Fase lunar
Fase de la luna correspondiente a la 12º noche, comenzando desde la luna nueva, en el calendario Maori. 
Imágenes fases lunares
Se encuentra entre el primer cuarto y la luna llena, dos noches antes que esta. Por ello es utilizado para nombrar a chicos en Nueva Zelanda. 
Es considerado un buen día para plantar y pescar, sobre todo anguilas.